# 变形记 (卡夫卡)
《變形記》（德語：Die Verwandlung，台灣志文出版社譯《蛻變》）是一部中篇小说，德語作家卡夫卡的代表作之一，發表於1915年。
在《變形記》中，職業為推銷員的主人翁一覺醒來，發現自己變成了一隻巨大的甲蟲。這是卡夫卡最著名的一部作品之一，也包含很多象徵意義，和許多不同的闡釋。

## 翻譯
大多數的譯本翻譯主角變成的蟲為甲蟲，但卡夫卡並未在全文中指涉某種特定的蟲。原文的蟲為德語：Ungeziefer， 在中古高地德語中的意思是指不潔的生物，且不宜祭祀。如蟑螂跳蚤、臭蟲、或是有害的老鼠，所以翻譯成「害蟲」應該較為準確。

## 故事摘要
格里高尔·薩姆莎一早醒來發現自己變成一隻巨大的蟲子，但他不哀嘆自己的樣子；由於身為家中唯一的財務支柱，他反倒開始擔心該如何去工作。
格里高尔的主管來到家中，要求他走出房門，當他走出房間，樣子著實地嚇了家人以及主管一跳。主管逃離了屋子，格里高尔試圖追上去，但被家人阻止。
妹妹嘗試著照顧格里高爾，給他牛奶和發霉的麵包，在那之後他變得只愛腐敗的食物，個性也變得像蟲一樣，非常畏懼人類趕走動物的噓聲以及踱步聲。然而，格里高尔依然是個孝順的孩子，有人進入房間時，他就會躲到沙發底下，避免嚇著他人。獨處的時候，他就會望向窗外看看景色，或是爬到牆壁或是天花板上來娛樂自己。
由於格里高爾失去了工作能力，家中的成員得開始外出工作，無法全心照護他。某日，當他從房門爬出時，爸爸在飯廳追著他跑，還用蘋果丟他，其中一顆蘋果因此卡在他的背上，引發細菌感染。
在感染與飢餓的折磨下，格里高爾身體變得很虛弱，很快就無法走動了。之後，父母開始把房間租給別人，並把他的房間當成儲藏室，放置無用的物品，格里高爾因此變得又髒又臭。
某日，妹妹在家中拉小提琴來娛樂房客，但房客似乎很快失去興趣，表現得不尊重，格里高尔聽到音樂後，慢慢地走到飯廳，想邀請妹妹到他房間拉小提琴給他聽。房客看見他後，拒絕付清所欠的房租，甚至威脅要告发格里高爾家人把他囚禁在他們家中这一事实。妹妹之後認為這個巨大的昆蟲已經不是格里高爾了，因為格里高爾會保護家人，而不是徒增家人的負擔，所以決定要把他趕走。
這一晚，格里高爾回到房間後，帶著「奇妙的諒解」死去。
當家人發現他的屍體時，突然感覺到肩膀上的負擔一掃而空，開始開心地計畫未來的生活；而且發現他們的經濟狀況其實不錯，可以住在小公寓裡，於是他們马上就忘记了格里高尔。
故事的最後，爸媽開心地发觉妹妹已長成一位亭亭玉立的少女，打算开始为她物色女婿了。

## 主題
這部故事含有許多諷刺社會與人性的情節：例如格里高爾在變形成蟲前，家人們都將他視為家中最重要的經濟支柱；但當他失去工作能力時，所有人都不得不為家中生計開始努力和改變──原本一蹶不振的父親成了西裝筆挺的銀行工友；沒有任何工作經驗的妹妹在成為某間店的店員後，努力自修速記和法語以求更高的職位；患有氣喘病不便勞動的母親，辭退了家中的女傭並親自開始操刀大小家務事、為一間服飾店縫製內襯衣物，還將家傳的首飾全數典當掉。
這些改變明明在格里高爾變形前就可以實現，但當他變成蟲之後，大家漸漸地認為他已經不是原先的格里高爾，認為他只是家庭的負擔與累贅，甚至連他本人也如此認為；所以當最後格里高爾去世之後，全家人的反應並未透露一絲悲傷，反而是鬆了一口氣，連格里高爾的屍體被女傭處理掉後，三人甚至連屍體最終的去處為何都不在乎；而是開始思考搬家到哪，會比這間格里高爾所選的公寓更加實惠、以及應該為妹妹找個夫婿。而曾經在外辛苦為了家計奔波的格里高爾，似乎已經被大家遠遠地拋到腦後。

### 引用
1. ↑  法蘭茲．卡夫卡. . 漫遊者文化. : 48–49. ISBN 9789865956646.

2.法蘭茲・卡夫卡：卡夫卡變形記 ；晨星出版：ISBN 978-986-443-912-6